# لپلند (ایندیانا)
لپلند (به انگلیسی: Lapland) یک منطقهٔ مسکونی در ایالات متحده آمریکا است که در شهرستان مونتگومری، ایندیانا واقع شده‌است. لپلند ۲۵۶٫۹۵ متر بالاتر از سطح دریا واقع شده‌است.